# Megachile sudanica
Megachile sudanica là một loài Hymenoptera trong họ Megachilidae. Loài này được Magretti mô tả khoa học năm 1898.